# Емельянов, Юрий Никитич
Юрий (Георгий) Никитич Емельянов (1907—1966) — советский архитектор и педагог. Профессор, кандидат архитектуры.

## Биография

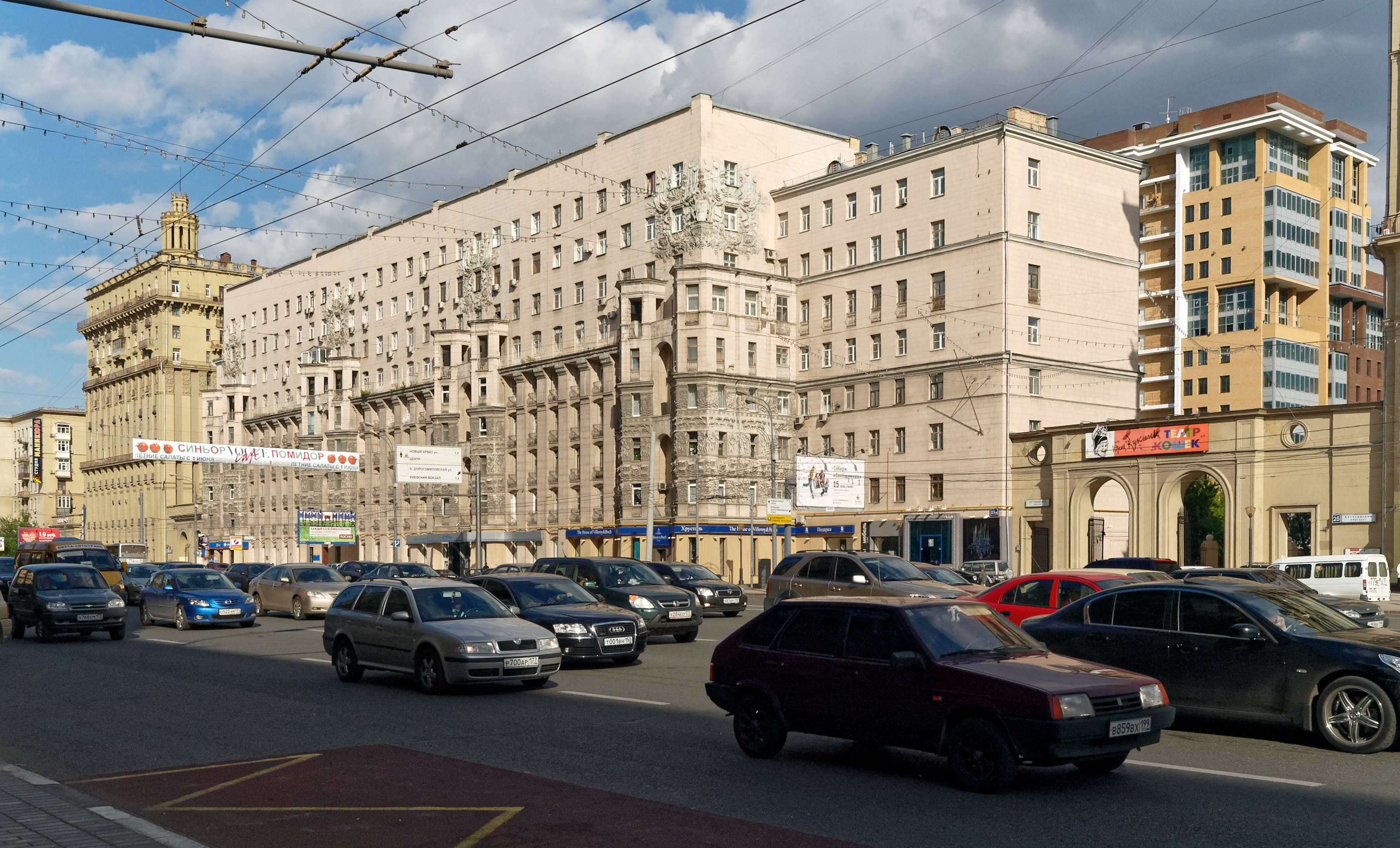
Кутузовский проспект, 23

Юрий Емельянов родился в Одессе 15 января 1907 года. Учился на архитектурном факультете ВХУТЕМАСе. В 1931 году окончил Высший архитектурно-строительный институт в Москве. В 1934 году вступил в Союз архитекторов СССР. В 1940 году окончил факультет архитектурного усовершенствования Академии архитектуры СССР и защитил диссертацию на соискание учёной степени кандидата архитектуры.
С 1929 года занимался проектной деятельностью. Работал совместно с А. К. Буровым, И. В. Жолтовским, братьями Весниными. Выполнил более 40 проектов жилых и общественных зданий, планировок. Среди реализованных проектов жилой дом на Кутузовском проспекте, павильон Московской области на ВСХВ, школа во Вспольном переулке и другие.
В 1957 году выполненный под руководством Ю. Н. Емельянова проект экспериментального жилого района на Юго-Западе Москвы был удостоен высшей премии международного конкурса. На международном конкурсе 1959 года за проект Международной выставке 1967 года Ю. Н. Емельянов также получил высшую премию.
Автор ряда научных трудов, среди которых «Комментарии к трактату Виньолы», «Правило пяти ордеров архитектуры», «Ордер Брунелеско», «О творчестве А. В. Щусева» и другие.
С 1936 года и до конца жизни преподавал в Московском архитектурном институте (старший преподаватель, и. о. доцента, доцент, и. о. профессора с 1944 года, профессор с 1946 года). Являлся руководителем аспирантуры Академии архитектуры СССР. Был членом правления Московской организации Союза архитекторов.
Умер 2 июля 1966 года. Похоронен на Введенском кладбище (участок 10).

## Критика
За самый известный из своих реализованных проектов, дом 23 по Кутузовскому проспекту, Ю. Н. Емельянов неоднократно подвергался критике. Так в статье «Пережитки формализма в архитектуре», опубликованной в газете «Советское искусство» от 6 марта 1948 года говорилось:
Очень часто архитекторы, проектируя жилой дом, пренебрегают элементарными удобствами квартир ради предвзятой композиционной идеи фасада. Так, например, в жилом доме по Можайскому шоссе архитектор Ю. Емельянов, подчеркивая на фасаде контраст между сильной пластикой нижних этажей, обработанных выступающими эркерами, и гладкой плоскостью верхней части дома, лишил верхние квартиры балконов. При этом он не посчитался с тем что такой приём находится в резком разрыве с основным принципом советской архитектуры — заботой о человеке.

## Память
Ученицы Ю. Н. Емельянова, архитекторы Т. Н. Дроздова и Э. Т. Юркина, посвятили его памяти свою книгу «В поисках образа Атлантиды».